# Corserey
Corserey [kɔʀsəʀɛ] est une localité et une ancienne commune suisse du canton de Fribourg, située dans le district de la Sarine.

## Géographie
Corserey mesure 344 ha. 6,4 % de cette superficie correspond à des surfaces d'habitat ou d'infrastructure, 74,0 % à des surfaces agricoles et 19,7 % à des surfaces boisées.

## Histoire

Photo aérienne (1964)

Le 1er janvier 2020, Corserey a fusionné avec ses voisines de Noréaz et Prez-vers-Noréaz pour former la commune de Prez.

## Toponymie
Le nom de la localité, qui se prononce [kɔʀsəʀɛ], dérive vraisemblablement du substantif gallo-roman corte (domaine agricole, hameau) et d’un nom de personne germanique composé, peut-être *Sarohari (de sarva, l'armure).
Sa première occurrence écrite date de 1157-1162, sous la forme de Corserei.
La localité se nomme Coshèrå ou Korchèrê  en patois fribourgeois

## Population et société

### Surnom
Les habitants de la localité sont surnommés Lè Tsa Rossè, soit les chats roux en patois fribourgeois.

### Démographie
Corserey compte 419 habitants en 2022. Sa densité de population atteint 122 hab./km2.
Le graphique suivant résume l'évolution de la population de Corserey entre 1850 et 2008 :

## Patrimoine bâti
L'église Saint-Pierre, de style historicisant, a été construite en 1895-1896 par l'architecte Adolphe Fraisse. Les boiseries intérieures sont de l'ébéniste Eugène Chatagny (1866-1948).
L'auberge du Châtaignier date de 1898.
Un ancien grenier en bois, provenant de Corserey a été remonté à Peyres-Possens